# Abuela Grillo
Abuela Grillo er en kortfilm instrueret af Denis Chapon.

## Handling
Når Abuela Grillo synger, kommer regnen fra himlen. På en skæbnesvanger dag bliver Abuella mishandlet af de lokale bønder, da hun ifølge dem synger for meget.